# Cryopédomètre
Un cryopédomètre est un instrument de mesure de la profondeur jusqu'à laquelle le sol est gelé. Cet appareil est utilisé pour recueillir des données dans le cadre de la viabilité hivernale en périodes de gel ou de dégel. Ces données seront utilisées par les services techniques de la voirie pour gérer le poids et le nombre des véhicules circulant sur les routes car la chaussée est alors sujette à des fissures, des affaissements et faïençage due à l'eau qui peut s'y être infiltrée.

## Description
Le cryopédomètre manuel est un tube gradué rempli d'un liquide qui change de couleur à 0 °C. L'appareil est descendu par un technicien dans un tube vertical creusé dans la chaussée. Après avoir été laissé en contact avec le sol durant un certain temps, l'appareil est remonté et il permet de savoir à quelle profondeur le sol est gelé en notant la position à laquelle le liquide change de couleur sur la graduation.
Le cryopédomètre électronique se compose de trois éléments : 
- un capteur de température scellé descendu dans un tube dans la chaussée et qui permet d’effectuer la mesure à différentes profondeurs ;
- un boîtier de mesures portable, ou intégré à une station météoroutière, qui recueille les données d'une ou de plusieurs sondes ;
- une source d'énergie : pile ou secteur.